# Время распада метастабильных состояний
Время распада метастабильного состояния — это физическая величина определяемая временем жизни метастабильного состояния. Также часто обозначается как время первого достижения.
Метастабильное состояние — состояние неустойчивого равновесия физической системы, в котором система может находиться длительное время.
Исследования Крамерса
Впервые распад метастабильного состояния исследовал нидерландский физик-теоретик Хендрик Крамерс . Исходным уравнением в рассмотрении Крамерса было одномерное уравнение Ланжевена для броуновской частицы массой m, движущейся в потенциальном поле V(q) в случае большого трения, что означает, что влияние броуновских сил на движение частицы намного больше чем влияние потенциальной силы V(q).
Влияние аддитивного шума на время распада метастабильного состояния
Для описаний системы метастабильного состояния используется понятие потенциального профиля описываемого функцией U(x). Функций может иметь минимумы и максимумы, которым соответствуют устойчивые и неустойчивые положения равновесия динамических система. В физических системах это могут быть различные амплитуды колебаний напряженности электрического поля в лазерах, фазовые состояния вещества, режимы динамических систем. В отсутствии флюктуации броуновская частица оказывается в ситуации стабильного состояния, так как она может находиться в локальном минимуме бесконечно долго. Под воздействием аддитивного шума стабильное состояние трансформируется в метастабильное, так как она сможет преодолеть потенциальный барьер и перейти из одного состояния равновесия в другое. Долгое время считалось, что присутствие аддитивного шума способно уменьшить время жизни состояния состояния равновесия. В 2004 году впервые был показан эффект задержки распада шумом нестабильного состояния.
Вычисление времени распада метастабильных состояний
Эффективной моделью для изучения поведения подобных систем является модель движения броуновской частицы в сильновязкой среде при наличии внешних воздействий.
Зависимость среднего времени жизни метастабильного состояния равновесия от интенсивности шума может быть как монотонной, так и немонотонной, и содержать участок, где с ростом шума время распада увеличивается. Вычисление времени распада метастабильного состояния часто описывается с помощью аппроксимации функции линейным профилем.
Рассмотрим начальное положение системы в точке минимума. В данном случае состояние равновесия точки будет метастабильным — при отсутствии внешнего воздействия частица будет находиться в положении устойчивого состояния равновесия, и пребывать в нём бесконечно долго, под воздействием внешней силы частица может переместиться в более устойчивое состояние равновесия либо выйти из системы. Время жизни метастабильного состояния есть характерное время нахождения частицы вблизи локального минимума. Время жизни частицы в метастабильном состоянии в профиле U(x) определяется временем пересечения границ l1 и l2 . Таким образом для профиля U(x) время жизни метастабильного состояния определяется временем первого достижения границы — время, за которое броуновская частица пересечет заданные границы, расположенные в одной и производных точек l1 и l2 .
Время жизни метастабильного состояния зависит от ширины барьера и от начального положения частицы, таким образом, что при равной интенсивности шума время жизни меньше, если ширина барьера меньше.
Эффект задержки шумом распада метастабильных состояний
Для определённых профилей (Кусочно-линейный профиль с положительным барьером) среднее время жизни метастабильного состояния убывает при увеличении интенсивности, то есть шум может только уменьшить время жизни метастабильного состояния
В случае маленького шума, увеличение амплитуды приводит к уменьшению СВПД, так как в данном случае частица не может преодолеть барьер и может переместиться в сторону бесконечно поглощающей границы. При увеличении шума существует вероятность, что частица будет способна преодолеть барьер и переместиться в более устойчивое состояние системы, расположенное ближе к бесконечно отражающей границе, таким образом увеличив время жизни состояния. Дальнейшем увеличении шума вновь приводит к монотонной спадающей зависимости времени жизни состояния, так как в данном случае барьер становится несущественным и частицы с большой вероятностью из более устойчивого состояния равновесия вблизи границы x = 0 перемещаются к бесконечно поглощающей границе.
Теория времени распада метастабильного состояния в искусстве
```
В 2015 году на основе теории метастабильных состояний в Санкт-Петербурге прошла выставка c одноименным названием 
[
7
]
.
```

Литература
- Малахов А. Н. Куммулянтный анализ случайных негауссовских процессов и их преобразований, М., Советское Радио, 1978 г., 376 стр.
- H.A.Kramers. Brownian motion in a field of force and the diffusion model of chemical reaction., Physic, VII, № 4, 284—304
- N.V. Agudov, R. Manella, A.V. Safonov, B. Spagnolo. Noise delayed decay of unstable states: theory versus numerical simulations. Journal of physics A: Mathematical General 37, 2004.